# Ludwig Alexander Rölemann von Quadt
Reichsfreiherr Ludwig Alexander Rölemann von Quadt zu Wickrath und Zoppenbroich, Meiderich und Hagen (* 1675; † 14. März 1745) war Vizepräsident der Regierung Kleve.

## Leben

### Herkunft
Seine Eltern waren Wilhelm Roeleman Quadt von Wickrath (* 1635; † 11. September 1691) und dessen Ehefrau Johanna Catharina von Bylandt (* 1633; † 13. Dezember 1710).

### Werdegang
Am 6. Januar 1721 wurde er königlich-preußischer Wirklicher Geheimer Staatsminister und Oberpräsident der Regierung in Kleve. Ludwig Alexander war Träger des preußischen Ordens de la Générosité.

### Familie
Ludwig Alexander war zweimal verheiratet. Am 15. Mai 1696 heiratete er Albertine Sybille von Huchtenbruck (* 1675; † 26. April 1701). Seine Ehefrau war die Erbtochter des Erbkämmerers des Herzogtums Cleve Albert Georg von Hüchtenbruck († 26. Januar 1716). Dadurch erbte der älteste Sohn Wilhelm Albrecht, eine Bedingung war die Annahme des Namens Hüchtenbruck, weshalb sich dieser ab 1706 Quadt und Hüchtenbruck nannte. Das Paar hatte folgende Kinder:
- Wilhelm Albrecht (* 1696; † 1757)[2] ab 1706 Quadt und Hüchtenbruck

⚭ Sophie Albertine von Wylich und Lottum (* 1695; † 5. September 1723)
⚭ 10. Februar 1726 Hermine Charlotte von Heyden (* 3. Februar 1699), Tochter von General Johann Sigismund von der Heyden
- Albertine Louise Sophie (* 19. Juli 1697; † 7. Mai 1744) ⚭ Karl Philipp Christian von Wartensleben (* 11. Februar 1688; † 3. Januar 1760)
- Johann Christian Rölemann (* 12. Oktober 1699; † 3. Oktober 1756) ⚭ Hermine Margarethe von Wartensleben (* 2. Oktober 1694; † 27. Januar 1735)

Nach dem Tod seiner ersten Frau heiratete er am 1. Dezember 1702 Louise Sophia Dorothea von Wylich (* 1685; † 17. Februar 1747), Tochter des Generalfeldmarschalls Philipp Karl von Wylich und Lottum. Das Paar hatte folgende Kinder:
- Karl Siegmund († 28. Januar 1717)
- Karl (* 22 Aug 1705) ⚭ Luise von Wylich und Lottum
- Sigismund
- Sophia Charlotte Maria (* 1710; † 10. März 1762) ⚭ 1738 Friedrich von Waldburg-Capustigall (* 24. August 1710; † 24. Juni 1757)[3] Sohn von Karl Ludwig Truchsess von Waldburg
- Friedrich Wilhelm (* ?; † ?)
- Ludwig Alexander
- Amalie Wilhelmine Albertine († 19. Mai 1738)
- Flora

Die Söhne Friedrich Wilhelm und Johann Christian dienten unter Friedrich dem Großen als königlich-preußischer Generalmajore.